# Décret des biens du clergé mis à la disposition de la Nation

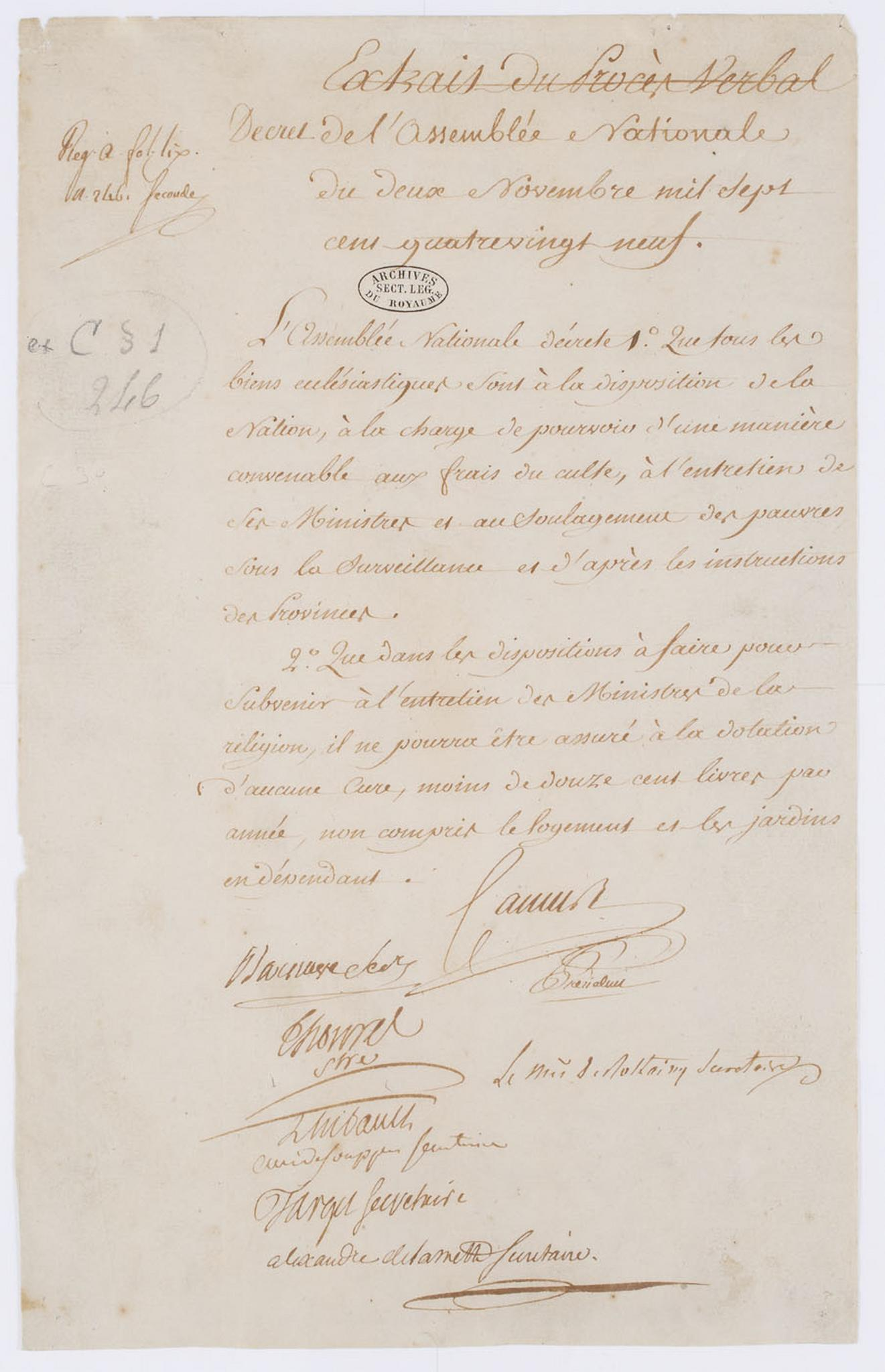
Décret du 2 novembre 1789 portant nationalisation des biens du clergé. Archives nationales.

Le décret des biens du clergé mis à la disposition de la Nation est un décret pris le 2 novembre 1789, au cours de la Révolution française, par l'Assemblée constituante. Adopté par 568 voix contre 346 sur la proposition de Talleyrand, évêque d'Autun, il disposait que les biens du clergé de l'Église catholique devaient être mis à la disposition de la Nation pour rembourser les dettes de l'État. En contrepartie, celui-ci prenait à sa charge les frais de culte, payait un salaire à ses ministres (les prêtres, qui reçurent 1 200 livres par an, alors que ceux — la majorité — qui étaient réduits à la « portion congrue » n'en touchaient que 750), et pourvoyait à l'entretien des hôpitaux et au soulagement des pauvres.

## Le texte
« L'Assemblée nationale décrète :
1° Que tous les biens ecclésiastiques sont à la disposition de la nation, à la charge de pourvoir, d'une manière convenable, aux frais du culte, à l'entretien de ses ministres, et au soulagement des pauvres, sous la surveillance et d'après les instructions des provinces ;
2° Que dans les dispositions à faire pour subvenir à l'entretien des ministres de la religion, il ne pourra être assuré à la dotation d'aucune cure moins de 1 200 livres par an, non compris le logement et les jardins en dépendant. »

## Application
Les biens du clergé devenus biens nationaux furent en partie mis en vente pour renflouer les caisses de l'État (assignats).
L'État mit fin à l'entretien des ministres du Culte à partir de 1795, par le décret du 2 sansculotides an II (18 septembre 1794) qui supprimait le budget de l'Église constitutionnelle.